# Rubén de la Red
Rubén De la Red Gutiérrez, född 28 januari 1985 i Móstoles, Madrid, är en spansk före detta fotbollsspelare. Han debuterade i det spanska landslaget 2008 och hade dessförinnan även representerat Spanien på U19- och U21-nivå. De la Red deltog i EM 2008.
Under en Copa Del Rey-match i oktober 2008 kollapsade De la Red helt plötsligt på planen. Under diagnostiseringen kom läkarna fram till att han hade ett allvarligt hjärtfel. Innan Ruben upptäckte sina hjärtproblem var han en av Real Madrids viktigaste spelare under hösten 2008.
Han meddelade den 3 november 2010 att han slutar som fotbollsspelare för att istället bli tränare i ett av Real Madrids ungdomslag.